# راکی خوش‌تیپ
راکی خوش‌تیپ (به هندی: Rocky Handsome) فیلمی محصول سال ۲۰۱۶ و به کارگردانی نیشیکانت کامات است. در این فیلم بازیگرانی همچون جان آبراهام، دیویا چالواد، شروتی حسن، نیشیکانت کامات، شاراد کلکار ایفای نقش کرده‌اند.این فیلم یکی از برترین فیلم های هند در ژانر اکشن است که سکانس های رزمی جان آبراهام، بسیار مورد توجه منتقدان قرار گرفت.